# البحر بداخله (فلم)
البحر بداخله (بالإنجليزية: The Sea Inside) هو فيلم دراما تم إنتاجه في فرنسا وإيطاليا وصدر في سنة 2004.

## بطولة
- خافيير باردم

## القصة
قصة من واقع حياة رجل إسباني مشلول «رامون سامبيدرو» الذي خاض حملة لمدة 30 سنة من أجل حقه في الموت برحمة من اجل تخليصه من حياته التي يعيشها.
و يقوم بمساعدته اسرته في كل شئ (اخيه وامرائته وابن أخيه). ويقوم برفع قضيه للحصول على حقه بالحصوله على الموت الرحيم ليخلصه من حياته البائسه التي ليس لها أي معنى للعيش لأنه لا يستطيع حتى قضاء حاجته.
وتدخل في حياته امرائتان: الأولى محاميه تقوم بالدفاع عن قضيته (الموت الرحيم) والاخري امرائه قريبه من قريته تساعده على الخروج من هذه الحالة وحب العيش.

## الميزانية والإيرادات
بلغت تكلفة إنتاج الفيلم حوالي €10 مليون يورو بينما حقق أرباحا تقدر بـ 38,535,221 دولار.

### ترشيحات وجوائز
| السنة | الحدث  | الفئة           | النتيجة  |
| ----- | ------ | --------------- | -------- |
| 2005  | أوسكار | أفضل فيلم أجنبي | فـــــوز |

## وصلات خارجية
- مقالات تستعمل روابط فنية بلا صلة مع ويكي بيانات